# Xã Schuylkill, Quận Schuylkill, Pennsylvania
Xã Schuylkill (tiếng Anh: Schuylkill Township) là một xã thuộc quận Schuylkill, tiểu bang Pennsylvania, Hoa Kỳ. Năm 2010, dân số của xã này là 1.129 người.